# Godło Brazylii
Godło Brazylii – jeden z symboli narodowych Brazylii. Zostało zaprojektowane w 19 listopada 1889 roku. Aktualna wersja powstała 11 maja 1992 roku.

## Opis
- gwiazdy wokół umieszczonej centralnie konstelacji Krzyża Południa symbolizują 26 stanów Brazylii,
- miecz jest symbolem potęgi kraju,
- po obu stronach godła umieszczono stylizowane krzewy kawy i tytoniu (głównych upraw Brazylii)
- na szarfie u dołu jest napis z pełną nazwą państwa po portugalsku República Federativa do Brasil (pol. Federacyjna Republika Brazylii, a po niżej umieszczono datę utworzenia Republiki Brazylii 15 listopada 1889).

## Historyczne wersje godła

Herb kolonialnej Brazylii, (1500–1815)
Herb Zjednoczonego Królestwa Portugalii, Brazylii i Algarve, (1816–1821)
Herb niepodległej Brazylii przed koronacją pierwszego cesarza, Pedro I (18 września 1822 – 1 grudnia 1822)
Herb Cesarstwa Brazylii podczas pierwszego panowania, używany aż do koronacji cesarza Pedro II (1 grudnia 1822 – 18 lipca 1840)
Herb Cesarstwa Brazylii podczas drugiego panowania (1840–1889)
Godło Brazylii (1889–1968)
Godło Brazylii (1968–1971)